# SMS Sebenico
Az SMS Sebenico az Osztrák–Magyar Monarchia Zara-osztályú torpedóhajója (őrhajója) volt az első világháborúban. A testvérhajója az SMS Zara, az SMS Spalato és az SMS Lussin volt.

## Pályafutása
1880. július 20-án megrendelték az építését. November 29-én megkezdték az építést. December 7-én I. Ferenc József császár jóváhagyta a nevét. A torpedó- és a kazántér a testvérhajóival ellentétben egy-egy bordaközzel hosszabb volt, ebből adódóan a hajótest hátsó része is két bordaközzel hosszabb lett, összességében 2,20 m-rel. Egy vízvonal alatti torpedóvető csövet építettek be. 1882. február 28-án vízre bocsátották. Ezt követően beszerelték a gépi berendezéseit, és próbautakat tett. Decemberben készült el. 1887-ben megváltoztatták a tüzérségét, a 4 db 4,7 cm-es lövegét, 4 db 4,7 cm/L33 gyorstüzelő lövegre cserélték. 1893. szeptember 1. – december 31. között a Gyakorló Hajórajban szolgált, mint a gépészek iskolahajója.
1895 novembere – 1896. február 8. között második állomáshajóként Perában (Konstantinápoly) tartózkodott. Törökországban zavargások voltak, míg Krétán felkelés tört ki. 1899-ben kicserélték a kazánjait, 4 hengerkazánt kapott 6,5 atm üzemi nyomással. 1904. január 13–14. segítséget nyújtott a Fenera közelében, a Medolino-öbölben zátonyra futott Calipso Lloyd gőzösnek. A mentésben a Galatea és a Venus is segített. Egyébként a Tüzérségi Iskola kiképzőhajója volt.
1914 szeptemberétől Verudában (Póla közelében) állomásozott. 1915. május 17-én felszerelték. Május 18-án kifutott Pólából és Novigrádba ment, ahol az osztrák-magyar
kereskedelmi hajópark nagyobb része állt a háború alatt. Ott volt őrhajó. 1918. május 16-án kifutott Novigrádból. Május 17-én megérkezett Pólába, ahol leszerelték. Augusztus 26-án a Torpedó Iskolához vezényelték célhajónak. 1920-ban Olaszországnak ítélték lebontásra.